# Brighton Rock (2010)
Brighton Rock ist ein britischer Thriller aus dem Jahr 2010, das vom Schicksal von Pinkie Brown, einem Kleinganoven im englischen Seebad Brighton der 1960er Jahre, handelt. Der Film basiert auf dem gleichnamigen Roman von Graham Greene (1938), der 1947 bereits von John Boulting unter demselben Titel verfilmt wurde.
Im Gegensatz zum Roman und der ersten Verfilmung, die beide in den 1930er Jahren spielen, wurde die Neuauflage in das Jahr 1964 verlegt. Der Film wurde hauptsächlich in Eastbourne gedreht, nur wenige Szenen entstanden in Brighton selbst.

## Handlung
Brighton in den frühen 1960er Jahren: Als der Anführer seiner kleinen, auf Schutzgeld spezialisierten Gang ermordet wird, schwört der Kleinkriminelle Pinkie Rache und erschlägt ein Mitglied der verfeindeten Gang. Rein zufällig wird die junge Kellnerin Rose zusammen mit dem Gangmitglied Spicer und dem Opfer fotografiert. Pinkie wird daraufhin auf Rose angesetzt, um an das Foto zu gelangen. Es entwickelt sich eine unglückliche Liebesgeschichte zwischen Pinkie und Rose. Als Pinkie den Versuch unternimmt, zum Boss der Gang aufzusteigen und gleichzeitig die Schutzgeldtruppe seines Gegners Colleoni hereinzulegen, gerät er zwischen die Fronten und scheitert letztlich.

## Kritik
Das Lexikon des internationalen Films urteilte überwiegend positiv, „auch wenn dieser Adaptionsansatz als Aktualisierungsversuch nicht überzeugt, gelingt dank der bemerkenswerten Darsteller-Riege ein fesselndes Krimi-Drama.“